# Bertil Wennergren
Bertil Wennergren (esperantizzato in Bertilo; 4 ottobre 1956) è un esperantista e batterista svedese.
È autore del Plena Manlibro de Esperanta Gramatiko e membro dell'Akademio de Esperanto.

## Biografia
Vive attualmente per gran parte dell'anno a Seul, in Corea del Sud; trascorre il tempo rimanente nella cittadina di Schossin, nel nord della Germania.
Dal 2002 è sposato con Birke Dockhorn, anch'essa esperantista.

## Esperanto
Wennergren ha appreso l'esperanto nel 1980.
Dal 2001 è membro della Akademio de Esperanto, presso cui dirige la Sekcio pri Ĝenerala Vortaro. È autore del Plena Manlibro de Esperanta Gramatiko (PMEG), nonché di diversi libri di testo per l'apprendimento dell'esperanto dedicati al pubblico svedese.
Dopo aver fatto parte del gruppo musicale Amplifiki, appartiene ora ai Persone, un altro gruppo attivo in ambito esperantista.
Il 19 dicembre 2006 ha ricevuto dalla rivista esperantista La Ondo de Esperanto il titolo di Esperantisto de la Jaro ("esperantista dell'anno") 2006, per la compilazione del PMEG.